# Dance/Electronic Songs
Die Dance/Electronic Songs ist eine wöchentlich erscheinende Chartliste, die vom US-amerikanischen Musikmagazin Billboard ermittelt wird. Sie stellt die erste Auflistung der beliebtesten Dance- und Electronic-Songs, gemessen an Airplay-Popularität, Download- und Streamingzahlen und Club-Plays dar. Die Liste löste die bis Ende 2012 erscheinende Chartkategorie Dance/Electronic Singles Sales ab. Mit Veröffentlichung der ersten Ausgabe am 26. Januar 2013 geht das Lied Scream & Shout von Will.i.am und Britney Spears als erster Nummer-eins-Song dieser Chart-Rubrik hervor.

## Geschichte

### 1985 bis 2012: Dance/Electronic Singles Sales
Zeitweise unter den Namen Hot Dance Singles Sales und Hot Dance Music/Maxi-Singles Sales geführt, veröffentlichte das Billboard-Magazin wöchentlich eine Auflistung der erfolgreichsten Songs und Remixen aus dem Bereich der elektronischen Tanzmusik. Ausschlaggebend für die Platzierungen waren hierbei die Maxi-Single-Verkäufe. Ursprünglich bestand die Chartliste aus 50 Titeln, die 2003 nach Einführung der Dance Airplay Charts auf 25 reduziert wurden.

### 2013: Ablöse durch Dance/Electronic Songs
Infolge der abnehmenden Single-Verkäufe führte Billboard im Januar 2013 die Dance/Electronic Songs-Chartliste als zeitgemäßen Ersatz ein. Hierbei werden die aufgeführten Lieder werden auf die gleiche Weise wie die der Billboard Hot 100 von Nielsen SoundScan, Nielsen Broadcast Data Systems, Broadcast Data Systems von Streaming-Diensten wie Spotify und Xbox Music sowie von einem in den USA ausgewählten Panel von 140 DJs zurückverfolgt und ausgewertet. Getrennt davon sind die Listen Dance Club Songs und Dance/Electronic Digital Songs. Dance-Remixe von Liedern, die ursprünglich Popmusik, R&B-Musik, Rapmusik oder ein anderes Genre waren, werden nicht aufgenommen.

## Rekorde

### Meiste Wochen auf Platz eins
69 Wochen
- Marshmello & Bastille − Happier

33 Wochen
- Zedd, Maren Morris & Grey − The Middle

27 Wochen
- The Chainsmokers feat. Halsey − Closer

26 Wochen
- Avicii feat. Aloe Blacc − Wake Me Up

25 Wochen
- The Chainsmokers & Coldplay − Something Just Like This

23 Wochen
- Major Lazer and DJ Snake feat. MØ − Lean On
- Saint Jhn − Roses (Imanbek Remix)